# Bolbitiaceae
Bolbitiaceae es una familia de hongos basidiomicetos del orden Agaricales. Esta familia contiene 19 géneros y 400 especies aproximadamente. 

## Características
Es una familia de hongos que se caracteriza por tener un himenio en las branquias, las esporas son de color marrón. Son muy similares a los hongos Mycena. Según el género hay algunos que tienen un píleo gelatinoso y otros son secos. ...

## Comestibilidad
Dentro de las distintas especies de cada género, se encuentran algunos hongos que son comestibles.